# Carlota de Prússia (filla d'Albert de Prússia)
Frederica Lluïsa Guillemina Marianna Carlota de Prússia (Berlín, 21 de juny de 1831 -Meiningen, 30 de març de 1855) nascuda princesa de Prússia, fou duquessa de Saxònia-Meiningen per matrimoni.
Carlota va néixer al palau de Schönhausen i va tenir una educació acurada. De jove va demostrar tenir talent musical, cosa que van fer notar músics de renom com Wilhelm Taubert, Theodor Kullak i Julius Stern. Va compondre algunes marxes militars, cançons i peces per a piano. Les composicions més destacades són la mara del regiment dels cuirasses Geschwindmarsch N°55 i la marxa turca Defilemarsch für türkische Musik N°162. Sembla que la seva filla Isabel va heretar aquest talent. El seu pare era el príncep Albert de Prússia (1809-1872), fill del rei Frederic Guillem III i de la duquessa Lluïsa de Mecklenburg-Strelitz; la seva mare era la princesa Marianna d'Orange-Nassau (1810-1883), filla del rei Guillem I dels Països Baixos i de la princesa Guillemina.
Carlota es va casar a Charlottenburg el 18 de maig del 1850 amb el duc Jordi II de Saxònia-Meiningen (1826-1914), fill del duc Bernat II de Saxònia-Meiningen (1800-1882) i de la princesa Maria Federica d'Assia-Kassel (1804-1888). Es tractava d'un matrimoni d'amor i el temps de prometatge fou breu. La seva mare li va donar com a regal de noces un palau a la vora del llac de Como, que des de llavors s'anomena Vil·la Carlotta.
Carlota i el seu marit van tenir quatre fills:
- Bernat, nascut l'1 d'abril del 1851 i mort el 16 de gener del 1928, futur duc, es va casar amb la princesa Carlota de Prússia (1860-1919);
- Jordi Albert, nascut el 12 d'abril del 1852 i mort el 27 de gener del 1855;
- Maria Isabel, nascuda el 23 de setembre del 1853 i morta el 22 de febrer del 1923;
- un fill mascle, nascut el 29 març del 1855 i mort el 30 de març del 1855.

Encara que la vil·la de Como era la seva preferida, el matrimoni també va viure a Berlín, Potsdam i a Meiningen.
El 27 de gener del 1855 el seu segon fill, Jordi Albert, va morir i dos mesos després va morir ella a causa del part del quart fill. El seu marit es va casar dues vegades més, amb Feodora de Hohenlohe-Langenburg i amb Ellen Franz. Carlota fou sepultada al cementiri del parc de Meiningen.